# Бобровников, Николай Алексеевич
Николай Алексеевич Бобровников (1854, Казань, Российская империя — 1921, Казань, РСФСР) — русский педагог, попечитель Оренбургского учебного округа, тайный советник.

## Биография
Родился в 1854 году в Казани, сын Алексея Александровича Бобровникова. После смерти отца был усыновлен Николаем Ивановичем Ильминским.
В 1871 году окончил со степенью действительного студента физико-математический факультет Казанского университета и с 1 июня был на военной службе. Участвовал в русско-турецкой войне, находился на Дунайском фронте; 29 июня 1878 года по болезни уволен в отставку.
Преподавал математику и физику в Казанской учительской семинарии, директором которой был Ильминский. По представлении диссертации 13 октября 1879 года был удостоен степени кандидата. Одновременно со службой в учительской семинарии с 1881 года преподавал математику в Родионовском институте благородных девиц (впоследствии был членом Совета института). Летом 1880 и 1881 годов ездил во Францию, Германию и Англию знакомиться с постановкой начального образования. С этой целью в разные годы он посетил также Австрию, Италию, Грецию, Турцию, Египет.
С 5 декабря 1891 года в связи с болезнью Ильминского исполнял обязанности директора Казанской учительской семинарии и 7 марта 1892 года был утверждён в этой должности; 14 апреля 1892 года был назначен в Казанский губернский училищный совет членом от Министерства народного просвещения. В качестве преемника Ильминского оказал большое влияние на развитие инородческого просвещения в России: разрабатывал и вводил новые программы обучения, заботился о материальном благополучии учащихся. Однако, хорошо зная греческий, латинский, французский языки, он не владел языками народов Поволжья.
С 14 мая 1896 года — действительный статский советник.
В начале 1905 года опубликовал статью «Нужны ли так называемые противомусульманские и противоязыческие епархиальные миссионеры в губерниях Европейской России?» (Православный собеседник. — 1905. Кн. 1. — С. 301—316; Казань: Центральная типография, 1905). Стать был написана по поводу отчета Казанского епархиального миссионера (Известия Казанской епархии. — № 42-46, 1904). Критикуя «казенное миссионерство», Бобровников отмечал, что деятельность миссионеров, зачастую не знающих ни языка, ни культуры инородцев, бывает безрезультатной и настаивал на подготовке православного духовенства для целей миссионерства из представителей коренного населения.
В 1906—1908 годах был попечителем Оренбургского учебного округа, а в 1909—1917 гг. — членом Совета министра народного просвещения.
Осенью 1912 года посетил несколько училищ, мектебе и медресе в Туркестане; результатом поездки стала книга «Русско-туземные училища, мектебы и медресы Средней Азии» (СПб., 1913).
В 1918—1921 годах был профессором Северо-восточного археологического и этнографического института в Казани, предпринимал усилия по возрождению востоковедения. По его инициативе при Казанском обществе археологии, истории и этнографии была создана Востоковедная комиссия, целью которой было восстановление в Казанском университете восточного факультета, 12 марта 1919 года был избран её председателем. Также работал в Казанском университете.
Умер в 1921 году. Похоронен на Арском кладбище в Казани.

## Награды
- орден Св. Станислава 3-й ст.
- орден Св. Станислава 2-й ст. (1888)
- орден Св. Анны 2-й ст. (1892)
- орден Св. Владимира 4-й ст. (1900)

## Семья
Первая жена — Анна Владимировна. У них 4 ноября 1886 года родилась дочь Екатерина. Род был внесён в 3-ю часть дворянской родословной книги Казанской губернии по определению Казанского дворянского депутатского собрания от 20 августа 1896 года и утверждён указом Герольдии от 4 марта 1897 года.
Второй женой (около 1905 года) стала старшая сестра Г. В. Чичерина, Софья Васильевна (1867—1918) — журналист, историк, лингвист, автор нескольких статей о приволжских инородцах.